# Wibrator (muzyka)
Wibrator w instrumentoznawstwie muzycznym jest częścią instrumentu wytwarzającą drgania dźwiękowe. Wibrator może stanowić główną część instrumentu, jednak równie często może być to jeden z najdrobniejszych elementów w instrumencie. Wibrator odpowiada za wysokość dźwięku, oraz ma wpływ na jego barwę.
Przykłady wibratorów:
- struna we wszelkiego rodzaju instrumentach strunowych
- języczek w ustniku instrumentów dętych drewnianych
- języczek w piszczałce akordeonu
- membrana w niektórych instrumentach perkusyjnych
- korpus instrumentu w pozostałych instrumentach perkusyjnych
- membrana głośnika we wszelkich instrumentach elektronicznych

Szczególnym przypadkiem instrumentów muzycznych są instrumenty pozbawione wibratora. Urządzeniem wytwarzającym dźwięk może być wtedy człowiek (np. usta człowieka w instrumentach dętych blaszanych) lub też dźwięk może rodzić się samoistnie we wdmuchiwanym słupie powietrza (np. flet, fujarka, organy). 
W przypadku wzmocnionego i przekształconego rezonatorem głosu ludzkiego, wibratorem są struny głosowe, w przypadku szeptu sam słup powietrza.
Nieco inny charakter ma wibrator w wibrafonie, w którym słup powietrza (po włączeniu wibratora) może być wprowadzany w cykliczne zmiany natężenia i wysokości dźwięku (tremolo). Mechanizm tworzy silniczek poruszający łopatkami znajdującymi się w metalowych rurach, pod każdą sztabką, stanowiących rezonator.